# Europamästerskapen i stayer
Europamästerskapen i stayer är ett samlingsbegrepp för olika serier av tävlingar som avhållits i Europa och med skiftande arrangörer sedan 1895:
1895 till 1900
Tävlingar arrangerade av tyska Verband der Vereine für Radwettfahrte (från 1898 kallad Verband deutscher Radrennbahnen)
1901 till 1920
Tävlingar arrangerade av det år 1900 bildade Union Cycliste Internationale
1926 till 1934
"Europakriteriet", fyra tävlingar arrangerade på privat initiativ som ej är officiellt erkända
1948 till 1971
"Vintermästerskapen" (Championnats d'Hiver) arrangerade i samarbete mellan olika velodromer, vilka 1956 bildade Union Européenne des Vélodromes d'hiver ("Europeiska vintervelodrom-unionen") som tog över mästerskapen
1972 till 1991
Vintermästerskapen togs över av den av UCI bildade underorganisationen Fédération Internationale de Cyclisme Professionnel (FICP)
sedan 1995
Union Européenne de Cyclisme bildades och FICP lades ner 1990 av UCI och arrangerade sitt första mästerskap i Zürich den 8–10 augusti 1995
Fram till UEC:s övertagande var "Europamästerskapen" öppna för icke-européer. Tävlingarna har endast arrangerats för herrar och, fram till att uppdeliningen i amatörer och professionella slopades 1993, endast för de senare.
Stayermästerskapen avhålls vanligen separat från Europamästerskapen i övriga bandiscipliner (ibland dock tillsammans med EM i derny). Formatet har varierat under åren mellan bestämda distanser och entimmeslopp. Sedan 2017:
| År      |  | Kvalificering |  | Final (1:a–8:a) |  | Plac. 9–16[1] |  | Avgjort under |  | Tillsammans med               |  | Deltagarantal (par) |
| 2017[2] |  | 25 km         |  | En timme        |  | –             |  | Två dagar     |  | Övriga discipliner (ej derny) |  | 18                  |
| 2018[3] |  | 25 km         |  | En timme        |  | 30 km         |  | Två dagar     |  | Derny                         |  | 12                  |
| 2019[4] |  | 30 km         |  | En timme        |  | –             |  | Samma dag     |  | Derny                         |  | 13                  |
| 2022[5] |  | 40 km         |  | En timme        |  | 30 km         |  | Två dagar     |  | –                             |  | 16                  |
| 2023[6] |  | 40 km         |  | 50 km           |  | 30 km         |  | Två dagar     |  | –                             |  | 14                  |
| 2025[7] |  | ?             |  | ?               |  | ?             |  | Två dagar     |  | Derny                         |  |                     |
Inledningsvis användes tandemcyklar som farthållare och den förste vinnaren med motor-pace var Piet Dickentman 1900. Flest segrar har tagits av Thaddäus Robl, Adolf Verschueren, Dieter Kemper och Wilfried Peffgen som alla kom upp i fem.

## Podieplaceringar
| År                                                          | Vinnare              | Tvåa               | Trea                |
| VdVfR/VDR:s europamästerskap                                |                      |                    |                     |
| 1896                                                        | Lucien Lesna         | Paul Münchner      | Alphonse Baugé      |
| 1897                                                        | Franz Gerger         | Henri Luyten       | Alfred Köcher       |
| 1898                                                        | Lucien Lesna         | Wilhelm Struck     | Paul Becker         |
| 1899                                                        | Artur Adalbert Chase | Albert E. Walters  | Émile Bouhours      |
| 1900                                                        | Piet Dickentman      | Constant Huret     | Eduard Taylor       |
| UCI:s europamästerskap                                      |                      |                    |                     |
| 1901                                                        | Thaddäus Robl        | Piet Dickentman    | Fritz Ryser         |
| 1902                                                        | Thaddäus Robl        | Henri Contenet     | Jimmy Michael       |
| 1903                                                        | Thaddäus Robl        | Paul Dangla        | Piet Dickentman     |
| 1904                                                        | Thaddäus Robl        | Tommy Hall         | Piet Dickentman     |
| 1905                                                        | Paul Guignard        | Thaddäus Robl      | Louis Darragon      |
| 1906                                                        | Paul Guignard        | Robert Walthour    | Thaddäus Robl       |
| 1907                                                        | Thaddäus Robl        | Piet Dickentman    | Arthur Vanderstuyft |
| 1908                                                        | Arthur Stellbrink    | Paul Guignard      | Peter Günther       |
| 1909                                                        | Paul Guignard        | Albert Schipke     | Thaddäus Robl       |
| 1910                                                        | Friedrich Theile     | Robert Walthour    | Fritz Ryser         |
| 1911                                                        | Jimmy Moran          | Paul Guignard      | Willi Mauß          |
| 1912                                                        | Paul Guignard        | Peter Günther      | Karl Saldow         |
| 1913                                                        | Victor Linart        | Paul Guignard      | Gustav Janke        |
| 1914-1919                                                   | ej avhållet          | ej avhållet        | ej avhållet         |
| 1920                                                        | Georges Sérès        | Jules Miquel       | Karel Verkeyn       |
| 1921-1925                                                   | ej avhållet          | ej avhållet        | ej avhållet         |
| Europakriteriet – ej officiellt erkänt som europamästerskap |                      |                    |                     |
| 1926                                                        | Émile Aerts          | Georges Paillard   | Jan Snoek           |
| 1927-1931                                                   | ej avhållet          | ej avhållet        | ej avhållet         |
| 1932                                                        | Jean Aerts           | André Leducq       | Paul Broccardo      |
| 1933                                                        | Antonin Magne        | Romain Gijssels    | Albert Büchi        |
| 1934                                                        | Learco Guerra        | Adrien Buttafochi  | Paul Broccardo      |
| 1933-1948                                                   | ej avhållet          | ej avhållet        | ej avhållet         |
| UEVH:s vintermästerskap                                     |                      |                    |                     |
| 1948/1949                                                   | Jacques Besson       | Elia Frosio        | August Meuleman     |
| 1949/1950                                                   | Raoul Lesueur        | Elia Frosio        | Cor Bakker          |
| 1950/1951                                                   | ej avhållet          | ej avhållet        | ej avhållet         |
| 1951/1952                                                   | Adolf Verschueren    | Raoul Lesueur      | Erich Bautz         |
| 1952/1953                                                   | Roger Queugnet       | Adolf Verschueren  | Roger Godeau        |
| 1953/1954                                                   | Adolf Verschueren    | Horst Holzmann     | Guy Bethery         |
| 1954/1955                                                   | Lothar Schiller      | Adolf Verschueren  | Jacques Besson      |
| 1955/1956                                                   | Karl-Heinz Marsell   | Adolf Verschueren  | Graham French       |
| 1956/1957                                                   | Adolf Verschueren    | Roger Godeau       | Graham French       |
| 1957/1958                                                   | Karl-Heinz Marsell   | Paul Depaepe       | Graham French       |
| 1958/1959                                                   | Adolf Verschueren    | Guillermo Timoner  | Valentin Petry      |
| 1959/1960                                                   | Karl-Heinz Marsell   | Guillermo Timoner  | Norbert Koch        |
| 1960/1961                                                   | Adolf Verschueren    | Wout Wagtmans      | Otto Altweck        |
| 1961/1962                                                   | Paul Depaepe         | Jean Raynal        | Karl-Heinz Marsell  |
| 1962/1963                                                   | Paul Depaepe         | Karl-Heinz Marsell | Guillermo Timoner   |
| 1963/1964                                                   | Paul Depaepe         | Guillermo Timoner  | Leo Proost          |
| 1964/1965                                                   | Leo Proost           | Jaap Oudkerk       | Domenico De Lillo   |
| 1965/1966                                                   | Leo Proost           | Ehrenfried Rudolph | Guillermo Timoner   |
| 1966/1967                                                   | Dieter Kemper        | Romain De Loof     | Ehrenfried Rudolph  |
| 1967/1968                                                   | Jaap Oudkerk         | Ehrenfried Rudolph | Romain De Loof      |

| År                      | Vinnare                     | Tvåa                | Trea                |
| 1968/1969               | Dieter Kemper               | Jaap Oudkerk        | Ehrenfried Rudolph  |
| 1969/1970               | Hans Junkermann             | Jaap Oudkerk        | Ehrenfried Rudolph  |
| 1970/1971               | Ehrenfried Rudolph          | Dieter Kemper       | Jaap Oudkerk        |
| FICP:s vintermästerskap |                             |                     |                     |
| 1971/1972               | Dieter Kemper               | Theo Verschueren    | Jaap Oudkerk        |
| 1972/1973               | Dieter Kemper               | Theo Verschueren    | Piet De Wit         |
| 1973/1974               | Cees Stam                   | Piet De Wit         | Romain De Loof      |
| 1974/1975               | Dieter Kemper               | Cees Stam           | Wilfried Peffgen    |
| 1975/1976               | Cees Stam                   | Dieter Kemper       | René Pijnen         |
| 1976/1977               | Wilfried Peffgen            | René Savary         | Walter Avogadri     |
| 1977/1978               | Wilfried Peffgen            | René Savary         | Willy De Bosscher   |
| 1978/1979               | Wilfried Peffgen            | Horst Schütz        | Martin Venix        |
| 1979/1980               | Wilfried Peffgen            | Horst Schütz        | Martin Venix        |
| 1980/1981               | Wilfried Peffgen            | Horst Schütz        | Martin Venix        |
| 1981/1982               | Horst Schütz                | René Kos            | Wilfried Peffgen    |
| 1982/1983               | Horst Schütz                | Max Hürzeler        | Wilfried Peffgen    |
| 1983/1984               | Max Hürzeler                | Martin Venix        | Bruno Vicino        |
| 1984/1985               | Werner Betz                 | Constant Tourné     | Horst Schütz        |
| 1985/1986               | Werner Betz                 | Max Hürzeler        | Bruno Vicino        |
| 1986/1987               | Max Hürzeler                | Mathieu Hermans     | Peter Steiger       |
| 1987/1988               | Max Hürzeler                | Peter Steiger       | Constant Tourné     |
| 1988/1989               | Danny Clark                 | Constant Tourné     | Torsten Rellensmann |
| 1989/1990               | Torsten Rellensmann         | Roland Günther      | Peter Steiger       |
| 1990/1991               | Torsten Rellensmann         | Andrea Bellati      | Roland Günther      |
| 1992-1994               | ej avhållet                 |                     |                     |
| UEC:s europamästerskap  |                             |                     |                     |
| 1995                    | Arno Küttel                 | Carsten Podlesch    | Roland Königshofer  |
| 1996                    | Carsten Podlesch            | Richi Rossi         | Roland Königshofer  |
| 1997                    | Sabino Cannone              | Hans-Kurt Brand     | Carsten Podlesch    |
| 1998                    | Hans-Kurt Brand             | Ronald Rol          | Patrick Kops        |
| 2000                    | Carsten Podlesch            | Stefan Klare        | Sabino Cannone      |
| 2001                    | Carsten Podlesch            | Sabino Cannone      | Stefan Klare        |
| 2006                    | Giuseppe Atzeni             | Carsten Podlesch    | Timo Scholz         |
| 2007                    | Timo Scholz                 | Mario Vonhof        | Peter Jörg          |
| 2008                    | Timo Scholz                 | Reinier Honig       | Peter Jörg          |
| 2009                    | Giuseppe Atzeni             | Mario Vonhof        | Peter Jörg          |
| 2010                    | Giuseppe Atzeni             | Patrick Kos         | Bob Stöpler         |
| 2011                    | Patrick Kos                 | Giuseppe Atzeni     | Mario Birrer        |
| 2012                    | Inställt på grund av oväder |                     |                     |
| 2013                    | Mario Birrer                | Florian Fernow      | Giuseppe Atzeni     |
| 2014                    | Mario Birrer                | Stefan Schäfer      | Patrick Kos         |
| 2015                    | ej avhållet                 |                     |                     |
| 2016                    | Stefan Schäfer              | Franz Schiewer      | Giuseppe Atzeni     |
| 2017                    | Franz Schiewer              | Reinier Honig       | Stefan Schäfer      |
| 2018                    | Franz Schiewer              | Reinier Honig       | Daniel Harnisch     |
| 2019                    | Reinier Honig               | Christoph Schweizer | Daniel Harnisch     |
| 2020- 2021              | ej avhållet                 |                     |                     |
| 2022                    | Kévin Fouache               | Giuseppe Atzeni     | Daniel Harnisch     |
| 2023                    | Reinier Honig               | Daniel Harnisch     | Robert Retschke     |
| 2024                    | ej avhållet                 |                     |                     |